# Томас Греъм
Томас Греъм (на английски: Thomas Graham) е британски химик.
Роден е в Глазгоу, следва в Глазгоуския университет.
Формулира т.нар. Закон на Греъм за дифузията на газовете. Наричан е Баща на колоидната химия. Пръв пречиства чрез диализа златен зол, като използва животински мехур.
Томас Греъм е последният магистър на Монетния двор в периода 1855 – 1869 г.

## Публикации
- On the Law of Diffusion of Gases (1833)